# Paul Lang (Pfarrer)
Paul Lang (Pseudonym: O. Hellmuth) (* 9. September 1846 in  Wildenstein, Oberamt Crailsheim; † 19. März 1898 in Urach) war ein deutscher Pfarrer und Schriftsteller.

## Leben
Als Sohn eines Pfarrers geboren, besuchte Lang die Lateinschulen in Müsingen und Lauffen am Neckar, bevor er ab 1860 das Niedere theologische Seminar in Schönthal besuchte. Von 1864 bis 1868 war er im Tübinger Stift und studierte Philosophie und Evangelische Theologie. Während seines Studiums wurde er 1865 Mitglied der burschenschaftlichen Verbindung Normannia Tübingen. Nach seinem Studium war er für drei Jahre als Vikar in Eningen und Ulm tätig. 1871 kehrte er als Repetent nach Tübingen ins Stift zurück und hörte an der Universität nebenbei Vorlesungen zur Philosophie Platons. Sein Bruder Hermann Lang war Pfarrer in Südrussland. Diesen besuchte er 1872/73 auf einer wissenschaftlichen Reise, wurde 1873 Diakonus in Leonberg, 1878 Stadtpfarrer in Maulbronn und 1883 Zweiter Stadtpfarrer in Ludwigsburg. 1889 wurde er Dekan in Urach. Durch seine dichterische und schriftstellerische Arbeit machte er sich einen Namen. Er war auch als Literaturkritiker angesehen, so schrieb er Kritiken für die Blätter für litterarische Unterhaltung, den Schwäbischen Merkur und andere Journale.
Sein Sohn war der Bibliothekar und Schriftsteller Ludwig Lang (1890–1956).

## Veröffentlichungen (Auswahl)
- Die Kastellanin und ihre Tochter. Stuttgart 1882.
- Rusenschloss. Eine Geschichte aus dem 15. Jahrhundert. Stuttgart 1882.
- Im Nonnenämtlein. Eine Geschichte aus den 15. Jahrhundert. Stuttgart 1883.
- Der Bildhauer von Kos. Eine Geschichte aus dem Alterthum. Stuttgart 1884.
- Mechthildis von Hohenburg. Eine Geschichte aus der Hohenstaufenzeit. Stuttgart 1884.
- Schiller und Schwaben. Stuttgart 1885.
- Maulbronner Geschichtenbuch. Stuttgart 1887.
- Auf schwäbischem Boden. 2. Auflage, Stuttgart 1898.
- Ausgewählte Erzählungen. Zwei Bände. Stuttgart 1912.